# Mercedes-AMG F1 W15 E Performance
O Mercedes-AMG F1 W15 E Performance, mais conhecido como Mercedes W15, é um carro de Fórmula 1 construído pela equipe da Mercedes para disputar o Campeonato Mundial de Fórmula 1 de 2024, sendo pilotado por Lewis Hamilton, em sua décima segunda e última temporada na equipe, e por George Russell, em sua terceira temporada na equipe, com Andrea Kimi Antonelli pilotando o modelo nos treinos livres dos Grandes Prêmios da Itália e da Cidade do México.

## Histórico
O W15 foi revelado no Circuito de Silverstone em 14 de fevereiro de 2024. Os pilotos, Hamilton e Russell, guiaram o modelo pela primeira vez durante uma demonstração na pista britânica.

### Pintura
O carro combinou a tradicional pintura prateada da Mercedes com o preto que a marca alemã vinha usando desde 2020. Assim, o W15 contou com a parte da frente e o bico na cor prata, e as laterais com o preto da fibra de carbono, com os detalhes em verde da patrocinadora principal, a Petronas, e o santantônio pintado na cor vermelha.
A pintura foi alterada no Grande Prêmio de Singapura, quando a Mercedes usou o verde-esmeralda em homenagem aos 50 anos da Petronas.

### Design
No início de 2024, a Mercedes introduziu um conceito inovador de asa dianteira no W15, caracterizado pelo uso de um "fio de legalidade" para conectar o último flap da asa ao nariz do carro. Esse design tinha como objetivo melhorar o fluxo de ar, criando vórtices que empurrariam o ar sujo para longe das rodas dianteiras, o que, em teoria, minimizaria a turbulência gerada pelos pneus e resultaria em um melhor desempenho aerodinâmico.
No entanto, no meio da temporada, a Mercedes decidiu abandonar esse conceito. A equipe percebeu que, embora a ideia fosse promissora, os ganhos aerodinâmicos esperados não se concretizaram de maneira significativa em pista. Além disso, os debates em torno da legalidade do design e o surgimento de soluções mais eficientes por parte de concorrentes como McLaren e Red Bull forçaram a Mercedes a reconsiderar sua abordagem.

#### Nova asa dianteira

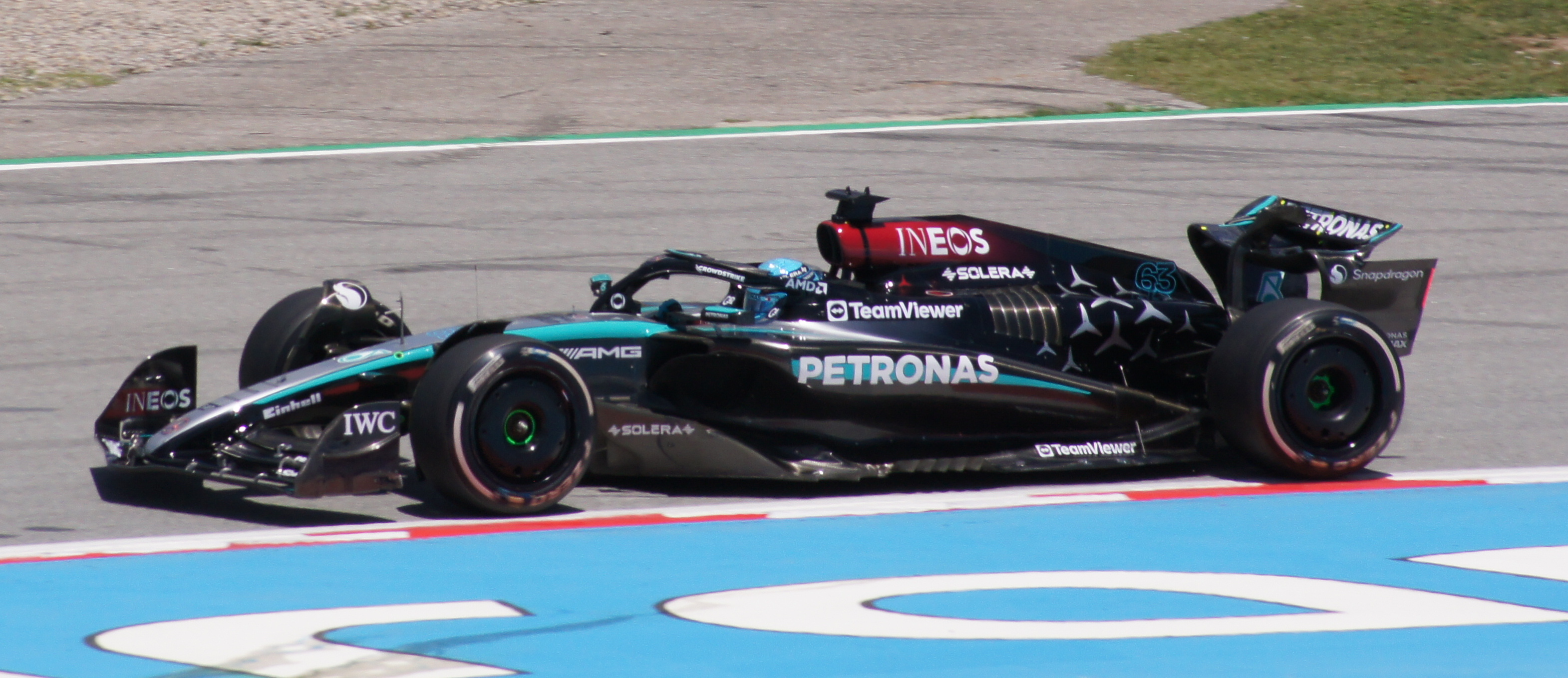
Russell pilotando o W15 durante o

No final de semana do Grande Prêmio de Mônaco de 2024, a Mercedes desembarcou com um grande pacote de atualizações, entre eles uma nova asa dianteira remodelada, momentaneamente disponibilizado somente para George Russell. Posteriormente, no Grande Prêmio do Canadá, Lewis Hamilton também estaria com o mesmo pacote de atualizações que Russell em seu carro.
A Mercedes optou por retornar a um design de asa dianteira mais tradicional, focando em melhorar a estabilidade e a eficiência aerodinâmica de maneira mais consistente. O novo design abandonou o fio de legalidade, apresentando uma estrutura mais convencional, com flaps integrados e flexíveis além de canalizadores de ar otimizados.

### Desempenho
Com o W15, a Mercedes começou a temporada no meio do pelotão, tendo dificuldades para enfrentar a Red Bull, a Ferrari e mais tarde, a McLaren. No primeiro terço do campeonato, os dois carros da Mercedes pontuaram em todas as etapas, exceto na Austrália, quando os dois carros abandonaram, e o melhor resultado tinha sido na corrida sprint da China, em que Lewis Hamilton fez a pole e chegou em segundo.

Após a aplicação da nova asa dianteira nos carros da Mercedes, George Russell conquistou a primeira pole da equipe no Canadá, onde ele marcou o mesmo tempo que Max Verstappen, mas largou à frente por ter alcançado a marca primeiro, e encerrou a prova se classificando em terceiro, anotando o primeiro pódio da Mercedes no ano. Na Áustria, Russell obteve a primeira vitória da equipe alemã no ano, com a Mercedes triunfando pela primeira vez desde o GP de São Paulo de 2022, também vencido por Russell.

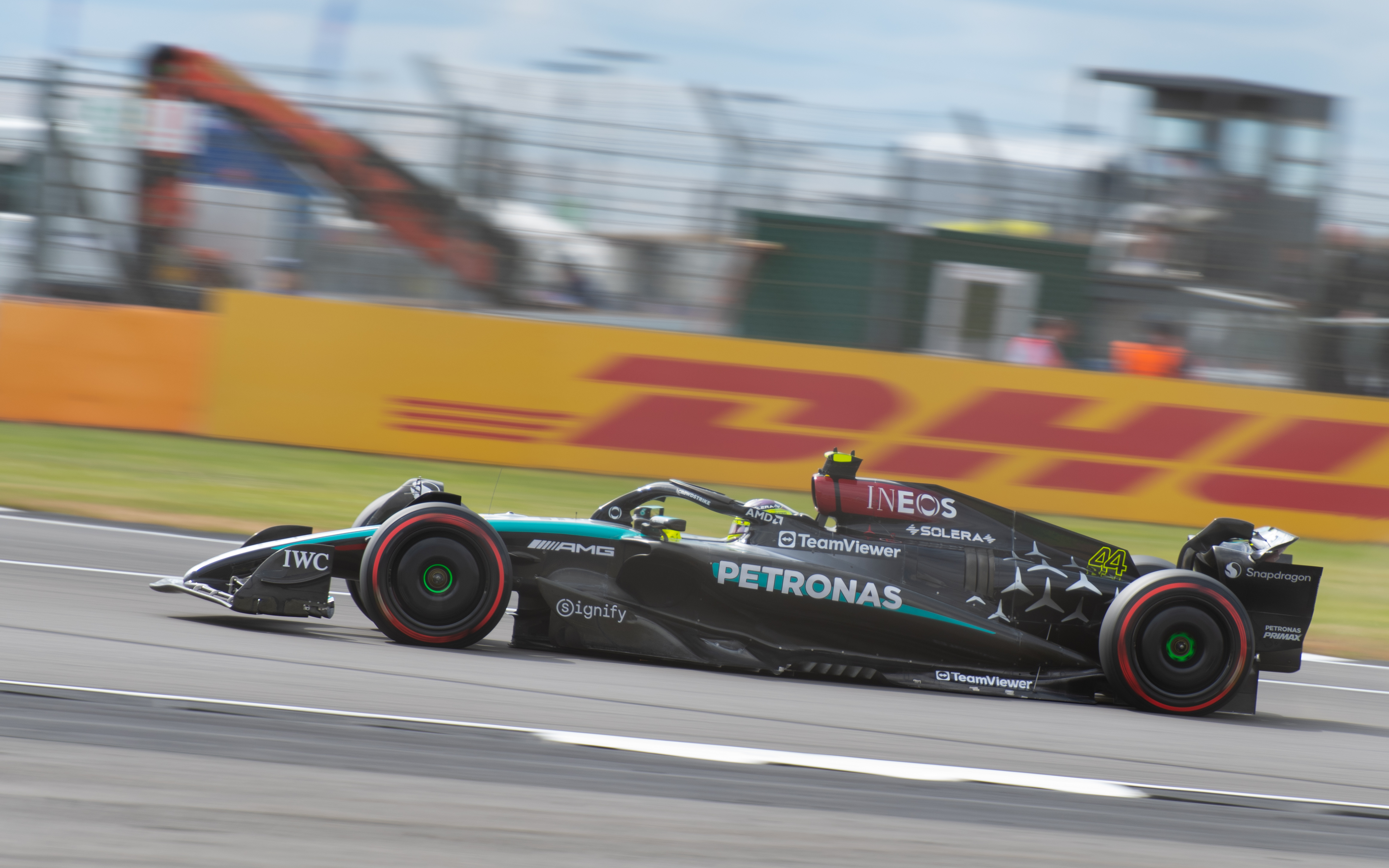
Hamilton guiando o W15 durante o, que ele venceu.

Lewis Hamilton, que tinha quebrado seu jejum de pódios com o terceiro lugar no Grande Prêmio da Espanha, finalmente quebrou a seca de vitórias ao vencer novamente em sua casa, no GP da Grã-Bretanha. Essa foi a primeira vitória do heptacampeão mundial em quase três anos, e ele repetiu o resultado no GP da Bélgica, se beneficiando da desclassificação de seu companheiro Russell, o vencedor original.
A última vitória da equipe na temporada foi em Las Vegas, que também marcou a única dobradinha da Mercedes do ano, já que Russell foi o primeiro e Hamilton foi o segundo colocado. Ao todo, foram quatro vitórias, nove pódios e quatro poles, e o W15 colocou a Mercedes na quarta colocação do campeonato de construtores, pior resultado da equipe desde 2012.

## Resultados completos na Temporada 2024
| Pilotos        | Grandes Prêmios | Grandes Prêmios | Grandes Prêmios | Grandes Prêmios | Grandes Prêmios | Grandes Prêmios | Grandes Prêmios | Grandes Prêmios | Grandes Prêmios | Grandes Prêmios | Grandes Prêmios | Grandes Prêmios | Grandes Prêmios | Grandes Prêmios | Grandes Prêmios | Grandes Prêmios | Grandes Prêmios | Grandes Prêmios | Grandes Prêmios | Grandes Prêmios | Grandes Prêmios | Grandes Prêmios | Grandes Prêmios | Grandes Prêmios | Pontos | P.M.C. |
| Pilotos        | BHR             | SAU             | AUS             | JPN             | CHN             | MIA             | EMI             | MON             | CAN             | ESP             | AUT             | GBR             | HUN             | BEL             | NED             | ITA             | AZE             | SIN             | USA             | MXC             | SAP             | LVG             | QAT             | ABU             | Pontos | P.M.C. |
| -------------- | --------------- | --------------- | --------------- | --------------- | --------------- | --------------- | --------------- | --------------- | --------------- | --------------- | --------------- | --------------- | --------------- | --------------- | --------------- | --------------- | --------------- | --------------- | --------------- | --------------- | --------------- | --------------- | --------------- | --------------- | ------ | ------ |
| Lewis Hamilton | 7               | 9               | Ret             | 9               | 92              | 6               | 6               | 7               | 4               | 3               | 46              | 1               | 3               | 1               | 8               | 5               | 9               | 6               | Ret6            | 4               | 10              | 2               | 126             | 4               | 468    | 4°     |
| George Russell | 5               | 6               | 17†             | 7               | 68              | 8               | 7               | 5               | 3               | 4               | 14              | Ret             | 8               | DSQ             | 7               | 7               | 3               | 4               | 65              | 5               | 46              | 1               | 43              | 5               | 468    | 4°     |
| Referências:   |                 |                 |                 |                 |                 |                 |                 |                 |                 |                 |                 |                 |                 |                 |                 |                 |                 |                 |                 |                 |                 |                 |                 |                 |        |        |